# 平遥县衙
平遥县衙是一处国家4A级旅游景区,位于中国山西省平遥县古城内西南侧的衙门街77号（中段路北）。

## 历史
平遥县衙创建于元至正六年（1346年），明洪武三年（1370年）主簿孙在明重建。1949年以后，平遥县衙继续为县政府使用，多数旧建筑陆续被拆除改建。1996年修复衙门大堂及申明亭。1998年底，在县衙办公的13个单位全部搬迁，对县衙实施全面修复。2000年，县衙建筑群基本复原，平遥县衙博物馆正式对外开放。